# Lijst van Opwekkingconferenties
Hieronder een overzicht van locaties, thema's en sprekers uit de geschiedenis van de pinksterconferenties van Opwekking.
| Datum              | Thema                                                        | Locatie                                          | Sprekers | Nieuwe liederen | Nieuwe CD/MC |
| ------------------ | ------------------------------------------------------------ | ------------------------------------------------ | --- | --------------- | ------------ |
| 28-31 mei 1971     | -                                                            | De Dikkenberg, Bennekom                          | Ben Hoekendijk, Kees Goedhart, Hans Koornstra, Jan Rothuizen, Stieg Sagström, Herman ter Welle                                     | -               | -            |
| 19-22 mei 1972     | -                                                            | De Harskamp, Harskamp                            | Anne van der Bijl, Ben Hoekendijk, Kees Goedhart, Hans Koornstra, Andries Nauta, Klaas de Raa, Peter Rothuizen                     | -               | -            |
| 8-11 juni 1973     | Wordt vervuld                                                | De Paasheuvel, Vierhouten                        | Anne van der Bijl, Kees Goedhart, Ben Hoekendijk, Jaap Kooij, Hans Koornstra, Jan Pit                                              | -               | -            |
| 31 mei-3 juni 1974 | -                                                            | De Paasheuvel, Vierhouten                        | Kees Goedhart, Ben Hoekendijk, Hans Koornstra, Andries Nauta, Riemer de Graaf                                                      | -               | -            |
| 16-19 mei 1975     | -                                                            | De Paasheuvel, Vierhouten                        | Nico van Biljouw, Hanspeter Bolli, Johan Frinsel sr., Ben Hoekendijk, Kees Goedhart, Jan Willem van Petegem, Erik Veenhuizen       | -               | -            |
| 4-7 juni 1976      | -                                                            | De Paasheuvel, Vierhouten                        | Nico van Biljouw, Anne van der Bijl, Ben Hoekendijk, Kees Goedhart                                                                 | -               | -            |
| 27-30 mei 1977     | -                                                            | De Paasheuvel, Vierhouten                        | Anne van der Bijl, Nico van Biljouw, Ben Hoekendijk, Kees Goedhart                                                                 | -               | -            |
| 12-15 mei 1978     | -                                                            | De Paasheuvel, Vierhouten                        | Nico van Biljouw, Ben Hoekendijk, Kees Goedhart, Téo van de Weele                                                                  | 1 - 39          | 1            |
| 1-4 juni 1979      | -                                                            | De Paasheuvel, Vierhouten                        | Nico van Biljouw, Anne van der Bijl, Ben Hoekendijk, Theo van der Sluys                                                            | 40 - 70         | 2            |
| 23-26 mei 1980     | Hoe evangeliseren we de wereld in de jaren tachtig?          | De Paasheuvel, Vierhouten                        | Nico van Biljouw, Ben Hoekendijk, Floyd McClung, David Wang                                                                        | 71 - 135        | 3            |
| 5-8 juni 1981      | -                                                            | De Paasheuvel, Vierhouten                        | Ben Hoekendijk, Nico van Biljouw, Johan Companjen, Jeff Fountain, Kees Goedhart                                                    | 136 - 167       | 4            |
| 28-31 mei 1982     | -                                                            | De Paasheuvel, Vierhouten                        | ? | 168 - 190       | 5            |
| 20-23 mei 1983     | -                                                            | De Paasheuvel, Vierhouten                        | ? | 191 - 220       | 6            |
| 8-11 juni 1984     | -                                                            | De Paasheuvel, Vierhouten                        | ? | 221 - 245       | 7            |
| 24-27 mei 1985     | -                                                            | De Paasheuvel, Vierhouten                        | ? | 246 - 268       | 8            |
| 16-19 mei 1986     | -                                                            | De Paasheuvel, Vierhouten                        | Anne van der Bijl, Ben Hoekendijk, Tom Marshall, Jan Sjoerd Pasterkamp, Don Stephens                                               | 269 - 291       | 9            |
| 5-8 juni 1987      | -                                                            | De Paasheuvel, Vierhouten                        | Anne van der Bijl, Herman Goudswaard, Kees Goedhart, Ben Hoekendijk, Floyd McClung, Henk Rothuizen                                 | 292 - 310       | 10           |
| 20-23 mei 1988     | -                                                            | De Paasheuvel, Vierhouten                        | Kees Goedhart, Herman Goudswaard, Ben Hoekendijk, Floyd McClung                                                                    | 311 - 330       | 11           |
| 12-15 mei 1989     | Heer, ontferm U over ons                                     | De Paasheuvel, Vierhouten                        | Anne van der Bijl, Ben Hoekendijk, Kees Goedhart, Herman Goudswaard, Jan Pit                                                       | 331 - 350       | 12           |
| 1-4 juni 1990      | ?                                                            | De Paasheuvel, Vierhouten                        | Nico van Biljouw, Anne van der Bijl, Hans Eschbach, Floyd McClung, Wim Molenkamp, Willem de Vink, Peter Vlug jr., Téo van de Weele | 351 - 365       | 13           |
| 17-20 mei 1991     | De Geest geeft kracht                                        | De Paasheuvel, Vierhouten                        | Ab Agtereek, Hanspeter Bolli, Steve van Deventer, Herman Goudswaard, Peter Vlug jr., Jan Pit                                       | 366 - 385       | 14           |
| 5-8 juni 1992      | Gij zult Mijn getuigen zijn                                  | De Paasheuvel, Vierhouten                        | Nico van Biljouw, Orlando Bottenbley, Kees Goedhart, Herman Goudswaard, Floyd McClung, Peter Vlug jr.                              | 386 - 404       | 15           |
| 28-31 mei 1993     | Geest en Vuur                                                | De Paasheuvel, Vierhouten                        | Rob Allart, Herman Goudswaard, Jan Sjoerd Pasterkamp, Jan Pit, Ger Prakken, Peter Vlug jr.                                         | 405 - 422       | 16           |
| 20-23 mei 1994     | Jezus zegt: Volg mij                                         | De Paasheuvel, Vierhouten                        | Henk Binnendijk, Anne van der Bijl, Steve van Deventer, Kees Goedhart, Herman Goudswaard, Jan den Ouden                            | 423 - 438       | 17           |
| 2-5 juni 1995      | Gods Geest maakt één                                         | De Paasheuvel, Vierhouten                        | Kees Goedhart, Herman Goudswaard, Wim Grandia, Jan Pit, Ger Prakken, Erik Veenhuizen                                               | 439 - 456       | 18           |
| 24-27 mei 1996     | Gods Geest geeft ruimte                                      | Evenemententerrein Walibi Flevo, Biddinghuizen   | Anne van der Bijl, Otto de Bruijne, Steve van Deventer, Kees Goedhart, Wim Grandia, Evert van de Poll, Ger Prakken, Jan Zwart      | 457 - 473       | 19           |
| 16-19 mei 1997     | ?                                                            | Evenemententerrein Walibi Flevo, Biddinghuizen   | Hanspeter Bolli, Otto de Bruijne, Mal Fletcher, Kees Goedhart, Graham Kendrick, Peter Vlug jr., Arie van der Veer                  | 474 - 488       | 20           |
| 29 mei-1 juni 1998 | ?                                                            | Evenemententerrein Walibi Flevo, Biddinghuizen   | Kees Goedhart, Henk Blankespoor, Otto de Bruijne, Anne van der Bijl, Teun van der Leer, Peter Sleebos                              | 489 - 505       | 21           |
| 21-24 mei 1999     | ?                                                            | Evenemententerrein Walibi Flevo, Biddinghuizen   | Mal Fletcher, Kees Goedhart, Otto de Bruijne, Teun van der Leer, Ger Prakken, Peter Sleebos, Arie van der Veer                     | 506 - 522       | 22           |
| 9-12 juni 2000     | ?                                                            | Evenemententerrein Six Flags, Biddinghuizen      | Kees Goedhart, David Pawson, | 538 - 553       | 23           |
| 1-4 juni 2001      | ?                                                            | Evenemententerrein Six Flags, Biddinghuizen      | Henk Medema, Kees Goedhart, ... | 554 - 570       | 24           |
| 17-20 mei 2002     | ?                                                            | Evenemententerrein Six Flags, Biddinghuizen      | Hanspeter Bolli, Kees Goedhart, Jan Sjoerd Pasterkamp, David Pawson, Peter Vlug jr.                                                | 571 - 586       | 25           |
| 6-9 juni 2003      | ?                                                            | Evenemententerrein Six Flags, Biddinghuizen      | Otto de Bruijne, Kees Goedhart, Teun van der Leer, Jim Weidman, Marcos Witt                                                        | 587 - 602       | 26           |
| 28-31 mei 2004     | ?                                                            | Evenemententerrein Six Flags, Biddinghuizen      | Kees Goedhart, Dick Langhenkel, David Pawson, Dick Westerkamp, ...                                                                 | 603 - 618       | 27           |
| 13-16 mei 2005     | Alle dingen zijn mogelijk bij God                            | Evenemententerrein Walibi World, Biddinghuizen   | Orlando Bottenbley, Otto de Bruijne, Anne van der Bijl, Kees Goedhart, Gary Wilkerson, Broeder Yun                                 | 619 - 634       | 28           |
| 2-5 juni 2006      | Pinkstervuur voor nú                                         | Evenemententerrein Walibi World, Biddinghuizen   | Tony Anthony, Rob de Boer, Kees Goedhart, Dick van Keulen, Ron McManus, Bill Wilson                                                | 635 - 650       | 29           |
| 25-28 mei 2007     | Geest en vuur                                                | Evenemententerrein Walibi World, Biddinghuizen   | Kees Goedhart, Edgar Holder, Martin Koornstra, David Pawson, Ron van der Spoel, Wigle Tamboer                                      | 651 - 667       | 30           |
| 9-12 mei 2008      | Woord & Geest                                                | Evenemententerrein Walibi World, Biddinghuizen   | Ofer Amitai, Ernst Bodamer, Wilkin van de Kamp, Doug Williams                                                                      | 668 - 682       | 31           |
| 29 mei-1 juni 2009 | Gerechtigheid, vrede en vreugde door de Heilige Geest        | Evenemententerrein Walibi World, Biddinghuizen   | Otto de Bruijne, Ajith Fernando, Kees Goedhart, Martin Koornstra, Ron van der Spoel                                                | 683 - 698       | 32           |
| 21-24 mei 2010     | Leven door de Geest                                          | Evenemententerrein Walibi World, Biddinghuizen   | Kees Goedhart, Edgar Holder, Tom Marfo, David Pawson, Henk Stoorvogel, Doug Williams                                               | 699 - 710       | 33           |
| 10-13 juni 2011    | Eén Weg, één Waarheid, Jezus                                 | Evenemententerrein Walibi Holland, Biddinghuizen | Otto de Bruijne, Henk Dik, Kees Goedhart, Wim Grandia, Ron van der Spoel                                                           | 711 - 722       | 34           |
| 25-28 mei 2012     | Jezus zichtbaar - door jou                                   | Evenemententerrein Walibi Holland, Biddinghuizen | Kees Goedhart, Teun van der Leer, Wilkin van de Kamp, Wigle Tamboer, Lodewijk van Weerden, Tiemen Westerduin,                      | 723 - 734       | 35           |
| 17-20 mei 2013     | Jezus leven                                                  | Evenemententerrein Walibi Holland, Biddinghuizen | Kees Goedhart, Peter Kos, Henk Stoorvogel, Evert van de Poll, Ron van der Spoel, Peter Tsukahira                                   | 747 - 758       | 37           |
| 6-9 juni 2014      | Woord & Geest                                                | Evenemententerrein Walibi Holland, Biddinghuizen | Jurjen ten Brinke, Otto de Bruijne, Kees Goedhart, Hans Maat, Henk Stoorvogel, David de Vos                                        | 759 - 770       | 38           |
| 22-25 mei 2015     | Samen: Gods Geest verbindt generaties                        | Evenemententerrein Walibi Holland, Biddinghuizen | Paul Baloche, Kees Goedhart, Wilkin van de Kamp, Willem Ouweneel, Ron van der Spoel, Henk Stoorvogel                               | 771 - 782       | 39           |
| 13-16 mei 2016     | Samen Jezus leven                                            | Evenemententerrein Walibi Holland, Biddinghuizen | Nicolas van Amerom, Kees Goedhart, Wim Hoddenbagh, Evert Jan Ouweneel, Alan Platt, Henk Stoorvogel                                 | 783 - 795       | 40           |
| 2-5 juni 2017      | Gods Geest geeft LEV                                         | Evenemententerrein Walibi Holland, Biddinghuizen | Orlando Bottenbley, Joseph Dimitrov, Ruben Flach, Gor Khatchikyan, Martin Koornstra, Patrick Nullens, Henk Stoorvogel              | 796 - 807       | 41           |
| 18-21 mei 2018     | ONE WAY, leven met Jezus door de kracht van de Heilige Geest | Evenemententerrein Walibi Holland, Biddinghuizen | Ruben Flach, Edgar Holder, Kees Goedhart, Martin Koornstra, Henk Stoorvogel, Danielle Strickland, David de Vos                     | 808 - 819       | 42           |
| 7-10 juni 2019     | Dieper met de Geest                                          | Evenemententerrein Walibi Holland, Biddinghuizen | Ruben Flach, Gary Haugen, Theo van den Heuvel, Martin Koornstra, Dorina Nauta, Henk Stoorvogel                                     | 820 - 831       | 43           |
| 29 mei-1 juni 2020 | Samen kerk, samen sterk                                      | -                                                | Jurjen ten Brinke, Otto de Bruijne, Kees Goedhart, Hans Maat, Martin Koornstra, Henk Stoorvogel, Nelinda Troost, David de Vos      | 832 - 844       | 44           |
| 21 mei-24 mei 2021 | Het komt door Zijn naam                                      | -                                                | Jirska Alberts, Godwin Arhin, Eline Bakker, Joseph Dimitrov, Ruben Flach, Mark Stoorvogel, Ruben Koudstaal, David de Vos           | 845 - 857       | 45           |
| 3 juni-6 juni 2022 | Diep geraakt                                                 | Evenemententerrein Walibi Holland, Biddinghuizen | Jannica van Barneveld, Ruben Flach, J.John, Henk Stoorvogel, Christian Tan, David de Vos                                           | 858 - 870       | 46           |
| 26 mei-29 mei 2023 | Maar wij zien Jezus                                          | Evenemententerrein Walibi Holland, Biddinghuizen | Jeroen Dorstijn, Jeffrey Rachmat, Henk Stoorvogel, David de Vos, Nadine de Vos, Bill Wilson                                        | 871 - 883       | 47           |
| 17 mei-20 mei 2024 | Dichterbij                                                   | Evenemententerrein Walibi Holland, Biddinghuizen | Jirska Alberts, Godwin Arhin, Gertrude Boon, Ruben Flach, Pete Greig, Henk Stoorvogel, Chris van Zwol                              | 884 - 895       | 48           |